# Kvartodecimanizem
Kvartodecimanizem je bilo krščansko versko gibanje, ki je zagovarjalo mnenje, da bi morali veliko noč praznovati 14. nisana po judovskem koledarju. Izraz kvartodecimanizem izhaja iz latinskega števnika quartus decimus = štirinajsti.
Kot je znano, so Jezusova zadnja večerja, njegovo križanje in vstajenje tesno povezani z judovskim praznikom pashe, ki je Judje praznujejo na 14. dan meseca nisana po judovskem koledarju. (Mesec nisan se v gregorijanskem koledarju navadno pojavlja med marcem in aprilom). Zato se je ponekod (zlasti v Mali Aziji) razvila navada, da so tudi krščansko veliko noč praznovali 14. nisana. 
Med pomembne zagovornike kvartodecimanizma se uvrščajo Polikarp iz Smirne, Polikrat iz Efeza in Irenej Lyonski.
Judovski lunisolarni koledar se žal ne ujema z bolj razširjenim julijanskim (oziroma poznejšim gregorijanskim) koledarjem in 14. nisan ne ustreza vedno istemu datumu. V večjem delu krščanskega se je zato razvil drugačen način izračunavanja datuma velike noči. Papež Viktor I. je kvartodecimanizem označil za zmoto in kvartodecimaniste izobčil. Njegovo odločitev je pozneje potrdil prvi ekumenski koncil leta 325 v Nikeji in določil, da se veliko noč praznuje na prvo nedeljo po prvi pomladni polni luni. To pravilo danes upošteva velika večina kristjanov - do razlik prihaja le zaradi izračunavanja datuma polne lune po različnih netočnih formulah (glej: velika noč).